# Lira maltańska
Lira maltańska, funt maltański – oficjalna nazwa: Lira Maltija, do 31 grudnia 2007 podstawowa jednostka monetarna Malty, 1 stycznia 2008 zastąpiona przez euro, jako prawny środek płatniczy obowiązywała od 1972 roku do 31 stycznia 2008. Symbol: Lm lub ₤M, według normy ISO 4217: MTL. Jedna lira maltańska dzieliła się na sto centów. 10 lipca 2007 na posiedzeniu unijnych ministrów finansów podjęto decyzję o przyjęciu Malty do strefy euro z dniem 1 stycznia 2008. Kurs wymiany: 1 € = 0,429300 MTL.